# Marcelo Nisinman

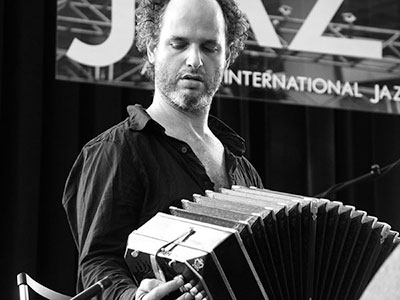
Marcelo Nisinman

 Marcelo Jaime Nisinman (Buenos Aires, 21 de diciembre de 1970) es un compositor y bandoneonista argentino, muy solicitado a nivel mundial, tanto como solista como para formar parte de orquestas, como por ejemplo la Orquesta de Filadelfia (bajo dirección de Charles Dutoit) o la Orquesta Filarmónica de Belgrado. Actualmente vive en Basilea, Suiza.

## Biografía
Estudió bandoneón de la mano de Julio Pane y composición con Guillermo Graetzer en su ciudad natal, Buenos Aires. Posteriormente prosiguió sus estudios de composición en Basilea (Suiza), con Detlev Müller-Siemens.
Ha tocado con músicos de la talla de Fernando Suárez Paz, Gidon Kremer, Gary Burton o los hermanos Assad, siendo uno de los innovadores actuales de este instrumento, enriqueciéndolo con influencias no porteñas.

## Discografía
- Al Principio: Duos Bandoneon & Double Bass
- Desvíos: Tango Theater Music, Music by Marcelo Nisinman, Text by Carlos Trafic.
- Nueva versión de María de Buenos Aires, una completa revisión de esta obra de Astor Piazzolla.
- Homenaje al Tango Marcelo Nisinman y su orquesta, con Knivkvartetten como invitado especial.
- La Cumparsita, solos.
- Tango: Marcelo Nisinman y la Tango Orkestret
- Tango para las malas personas, con Erling Kroner y Diana Nuñez

"Julio Nudler Tango Judío: Del Ghetto a la Milonga 1998 p.122  "MARCELO NISINMAN Sobre el rastro de Piazzolla Nació en Buenos Aires el 21 de diciembre de 1970. Nació y vivió siempre en Caballito. A los seis años empezó a estudiar bandoneón. Hasta ahí todo había sido normal. Pero realmente "anormal" se volvió a los 15 años, cuando comenzó a estudiar como se debe, tanto bandoneón como música. Su vida dio entonces un vuelco...."</ref>